# Ewerdt Wildtfang
Ewerdt Wildtfang, död 1661, var en dansk-svensk borgmästare och bokmålare.
Wildtfang var först borgmästare i Malmö och efter en flytt till Helsingør utsågs han även till borgmästare i denna stad. Wildtfang har genom historien blivit mest känd för sin medverkan och stöd till Malmöborgarnas kuppförsök mot svenskarna 1658–1659. Han var mycket litterärt intresserad och har ansetts vara upphovsmannen till ett antal illustrationer i Malmøes Hospitals Jordebog från 1657 som idag förvaras vid Landsarkivet i Lund. Man antar att han även har utfört dekorativa marginalillustrationer med folklivsskildringar från Skåne i Malmö stads Stevnebog från 1651 som förvaras vid Stadsarkivet i Malmö.